# Zakletý princ
Zakletý princ je komická opera o třech jednáních českého skladatele Vojtěcha Hřímalého (mladšího) na libreto Jindřicha Hanuše Böhma podle veselohry Johanna von Plötze Der verwunschene Prinz. Premiéru měla v pražském Novoměstském divadle, sezónní pobočné scéně využívané souborem Prozatímního divadla, dne 13. května 1872.

## Vznik a charakteristika díla
Okolnosti vzniku libreta osvětluje ve svých pamětech Josef Štolba. Překladatel a dramatik Jindřich Böhm se prý vsadil, že do tří dnů napíše libreto, určené pro Bedřicha Smetanu, na starý námět původně z Tisíce a jedné noci o prostém člověku, kterého panovník ze žertu ve spánku přenese do svého sídla a nechá ho procitnout v představě, že je panovníkem, aby jej druhého dne opět navrátil. Tento námět byl v evropské literatuře mnohokrát zpracován, populární byla např. adaptace Ludviga Holberga z roku 1722 Jeppe z Vršku (Jeppe paa Bierget). Operně tuto látku zpracovali například Giacomo Meyerbeer (Hostinský a host, 1813) nebo Adolphe Adam (Kdybych byl králem, 1852), oba však ponechali orientální prostředí. Jindřich Böhm však vycházel především z veselohry Johanna von Plötze Der verwunschene Prinz, které byla pod názvem Zaklený princ známa i českým divákům, protože se hrála v Prozatímním divadle.
Smetana však nabízené libreto nepřijal a Jindřich Böhm se poté stal častým Smetanovým oponentem v tiskových debatách. Böhm však v předmluvě k tištěnému libretu tvrdí, že je měl vždy v úmyslu „svěřiti jedině Vojtěchovi J. Hřímalému (1871), o jehož vřelém citu hudebním a svatém zápalu pro směr dramatický v hudbě jsem se byl dávno přesvědčil.“ Libreto k Zakletému princi je mezi Böhmovými pracemi (jež například Eliška Krásnohorská považovala za odstrašující) nejpovedenější, ale chyběla mu metrická rozmanitost pro hudební zpracování.
Vojtěch Hřímalý v té době působil jako koncertní mistr a první houslista v orchestru Prozatímního divadla. Z hudebně-dramatických děl sepsal zatím jen operetu Jako na divadle, dávanou roku 1868 v Aréně v Kravíně. Svou první operu napsal co do struktury ve stylu francouzské opéra comique, hudba však spíše vycházela z německé romantické singspielové tradice, ale též ze vzoru Prodané nevěsty. Současně však se autor snažil namísto tradiční číslové komické opery o konverzační operu s plynulým melodickým tokem. Orchestrace byla spíše lehká a méně výrazná než zpěvní party, které měly italizující kantilénový nádech a byly velmi efektní pro pěvce. Vliv italského belcanta je nejvíce patrný z árie prince z posledního jednání Vítej, libý mi ranní vánku, jež byla dlouho považována za nejdokonalejší českou operní árii vůbec. Slavný barytonista Josef Lev, pro kterého byla složena, si ostatně zvolil premiéru Zakletého prince jako svou benefici.
Kritika i obecenstvo přivítaly Zakletého prince, první českou pohádkovou operu, s nadšením, Národní listy psaly: „Objevila se opět na jevišti našeho umění nová síla veleplodná, od níž očekávati můžeme výtvory velezdařilé, leč i duchem národním provanuté.“ Mezi klady Hřímalého hudby jsou jmenovány „šťastná vynalézavost, myšlenka vždy snadně a nenuceně plynoucí, jemný smysl pro esthetickou míru i přiměřenost výrazu a překvapující smělost v ovládání všech prostředků technických, jakož i výborná znalost účinku scénického“, nebo též „živé rytmy a zpěvné motivy“; část kritiky však opeře vytýkala míšení forem a doporučovala některá vážnější místa, nesourodá s celkovým komickým duchem opery, vypustit nebo zkrátit. Při premiéře – poněkud pokažené prudkou bouří v průběhu prvního aktu – byl autor, který ji sám dirigoval, po každém aktu vyvoláván, u řady čísel si obecenstvo vynutilo jejich opakování; vedle Josefa Lva se zvláště osvědčil Jindřich Mošna v komické úloze písaře Brka.
Uvedení Zakletého prince se však také stalo předmětem jedné z nejostřejších polemik mezi příznivci a odpůrci Bedřicha Smetany. Smetanovi bylo předhazováno, že Hřímalého operu nejprve odmítalo uvést, takže hrozilo nebezpečí, že ji autor dá nejprve hrát v pražském německém divadle, a když ji nakonec uvedl, stalo se tak za uměle vytvořených nepříznivých podmínek. Smetanovi příznivci to jeho jménem popřeli. Nicméně rozpory Hřímalého nejen se Smetanou, ale také s ředitelstvím Prozatímního divadla ve věcných i finančních otázkách jej přiměly počátkem roku 1873 k odchodu z místa koncertního mistra v Prozatímním divadle do německého Stavovského divadla a brzy poté i k opuštění Čech. Jeho jediná další opera Švanda dudák byla Národním divadlem odmítnuta.

## Inscenační historie
V půlstoletí následujícím po svém vzniku byl Zakletý princ jednou z nejúspěšnějších a nejhranějších českých oper. V Prozatímním divadle se hrál soustavně po celou jeho existenci (nové nastudování bylo uskutečněno roku 1881) a dosáhl zde 33 provedení, v Národním divadle následovaly inscenace roku 1886 (5krát), 1895–96 (6krát) a naposledy 1933–34 (6krát). Ujala se jí i divadelní společnost Pavla Švandy ze Semčic, která ji uvedla v Městském divadle v Plzni (poprvé 1874) a rovněž v pražské Aréně na Smíchově a Aréně v Eggenberku (1881). V Plzni byla opera uvedena znovu v letech 1903, 1905, 1911 a 1939, v Národním divadle v Brně v letech 1886, 1891 a 1907. Dále ji provedl zpěvácký spolek Pernštýn v Pardubicích roku 1883 a zpěvácký spolek Moravan v Kroměříži roku 1910, o rok později a opět roku 1936 byla hrána v Olomouci. České divadlo v Moravské Ostravě ji uvedlo roku 1926.
Zakletý princ se dostal i do zahraničí, a to jako druhá z českých oper (po Prodané nevěstě). Roku 1875 jej nastudovalo divadlo ve Štýrském Hradci v německém překladu Alfreda Waldaua a roku 1885 divadlo v Záhřebu v chorvatském překladu Josipa Eugena Tomiće. V listopadu 1887 jej Vojtěch Hřímalý poprvé uvedl též ve svém tehdejším působišti, Černovicích, při příležitosti 25. výročí založení tamějšího Spolku na podporu hudebního umění v Bukovině.
Na dlouhou dobu jedinou inscenaci Zakletého prince po druhé světové válce dávalo Slezské oblastní divadlo Zdeňka Nejedlého v Opavě, premiéra 17. prosince 1952. Jedním z důvodů, proč se tato opera postupně stále hůře prosazovala na repertoáru, byla prezentace Hřímalého jako zásadního odpůrce Bedřicha Smetany a odmítání jeho díla kritikou kolem Zdeňka Nejedlého, jejíž názor se zejména po nástupu komunismu stal směrodatný. Již poslední nastudování Zakletého prince v Národním divadle roku 1933 prudce odsoudil zejména Mirko Očadlík. Podle Anny Hostomské je Zakletý princ „práce na rozcestí mezi komickou operou a operetou“ a její skladatel české hudbě „osobitého nepřinesl nic“.
Zakletého prince po více než šedesáti letech oživilo Jihočeské divadlo v Českých Budějovicích. Premiéra nové inscenace režiséra Miloslava Veselého se konala 29. ledna 2016, hudebně ji nastudoval Jan Bubák, prince Miloslava hrál Martin Štolba, ševce Ivana (v této inscenaci „Toníka“) Aleš Voráček a Evičku Kristýna Vylíčilová.
Partitura ani plný klavírní výtah Zakletého prince nebyly vydány, ale již roku 1872 byly jako příloha Hudebních listů vydáno pot-pourri z melodií opery a následovala řada dalších úprav jednotlivých čísel (včetně svižné předehry využívající melodií opery) pro domácí provozování.

## Osoby a první obsazení
| osoba | hlasový obor | premiéra (16. 5. 1872) |
| --- | ------------ | ---------------------- |
| Princ Miroslav, pán na statcích rudopolských                                                                            | baryton      | Josef Lev              |
| Baron Jestřáb z Velenic, jeho maršálek                                                                                  | bas          | Ferdinand Koubek       |
| Doktor Zimotřas, princův lékař                                                                                          | bas          | Petr Doubravský        |
| Marta Knejpková, vdova po ševci                                                                                         | alt          | Betty Fibichová        |
| Ivan, její syn, švec | tenor        | Antonín Vávra          |
| Evička, jeho nevěsta | soprán       | Anna Kupková           |
| Kosma Damián Brk, obecní syndikus                                                                                       | tenor        | Jindřich Mošna         |
| Pavel, komorník | bas          | Leopold Stropnický     |
| Dvořanstvo, pážata, sloužící a myslivci, komorné, občanstvo a chasa, učitel se školní mládeží, družičky, dráb a ponocný |              |                        |
| Dirigent: Vojtěch Hřímalý mladší, režisér: Josef Lev                                                                    |              |                        |

## Děj opery
Děje se na princově statku v Rudopolí z počátku 18. století. Děj trvá od večera do rána.

### 1. dějství
(Hoření část městyse na úpatí knížecího zámku. Soumrak.) Veselý švec Ivan Knejpek pracuje u verpánku a přemýšlí o tom, jaké by to bylo, kdyby byl místo příštipkáře papežem či sultánem (zpěv Ivana Chtěl papežem bych býti, jaká to rozkoš). Z pozadí zaznívá zpěv veselící se mládeže. Jeho matka Marta má starost o synovy dluhy a také o jeho lásku k Evičce, dceři zámeckého. To je sice řádné děvče a Ivana má ráda (duet Ivana a Marty Pilno, věru na úsvitě), ale její otec nechce za zetě ševce a už ji slíbil zámeckému písaři Brkovi. Ivan si o Evičku starosti nedělá, ovšem kdyby byl pánem, všechny potíže by odpadly… Když ale uvidí v okně u zámeckých písaře Brka, hned tam běží (zpěv Inu dřív se musím ptáti), A už ho, k velkému pobavení měšťanů, vleče za límec z domu své milé (sbor a ansámbl Chyt' jsem ptáčka na vějičku… Stůj, nestoudné řeči proude… Ať nad námi černé kalily se mraky). Evička a Ivan se ujišťují o vzájemné lásce, zato Brk, kterému nepomohlo ani dovolávání se svého úředního postavení, odchází s nepořízenou. Nejprve ale zlostně připomíná Ivanovi dlužní úpis na padesát zlatých, který od něj má. Nezaplatí-li Ivan do zítřka, přijde na něj exekuce. To staví Ivana do obtížné situace (ansámbl Kam jsem blázen rozum dal).
Na náměstí přichází princ provázen svým maršálkem baronem z Velenic. Princ rád navštěvuje inkognito své poddané: jednak má rád prostý lid, jednak si z něho rád tropí žerty. Zkoušejí štěstí u ševce, kde si objednávají boty. Marta a Ivan je považují za pány z doprovodu prince, který dnes po dlouhé době přijel na místní zámek, a na matčino ponoukání požádá Ivan o audienci u prince s cílem požádat ho, aby se za něj přimluvil u Eviččina otce. Na dobromyslnou otázku Ivan přiznává, že není se svým stavem spokojen. Četl o perské čarodějnici, která zaklela prince v ševce a ševce v prince, a od té doby se mu každou noc zdá o tom, že je sám princem. Princ tuší legraci (zpěv Švandu po hromadě máme): dají Ivana opít (což měl švec tak jako tak dnes v plánu) a přenést do knížecího zámku. Vysílá proto maršálka s Ivanem do hospody, aby ho „připravil k audienci“.
Marta se po jeho odchodu modlí za syna (zpěv Zdrávas Maria! Královno ty nebes říše!). Ze zámku přibíhá Evička, stěží popadá dech a vypráví, jaký dnes na zámku panuje shon a vůbec poměry; ona však přes svody „velkého světa“ myslí jen na svého Vaňka (zpěv Evičky Pánbůh s námi, na tom zámku). Když Marta i Evička odejdou do svých domů, objeví se Brk a vyleze na kašnu, aby Evě zahrál dostaveníčko (serenáda Brka Ach Evo, Evo, má Evičko… Neslecháš ty dumy tajné?. Když však zahřmí rána z moždíře – totiž smluvené znamení, že Ivan je dostatečně opit – a současně na Brka vyhlédne namísto spanilé Evičky stará kojná, písař leknutím spadne do kašny. Lidé, kteří se seběhnou, jej v krátké době již podruhé častují výsměchem (finále Aj, pro pána, to je rána).

### 2. dějství
(Velký sál na zámku princově) Opilý Ivan vyspává v knížecí posteli, převlečen do skvostného županu. Všichni se těší na legraci (sbor Sotva přišel rozkaz píti). Po probuzení Ivana obřadně zdraví mimo jiné lékař, komorník, maršálek a sám princ jako „hrabě Alterego“. Ivan chvíli překvapen trvá na tom, že je švec, to ale lékař považuje za příznak nervové choroby, již je třeba léčit pouštěním krve. Za takových okolností Ivan své nové postavení rychle akceptuje. Trochu jej znepokojí zpráva, že se má zítra oženit s kněžnou Melanií, ale odvolání se na státní příčiny a ujištění, že kněžna je krásná, jej přimějí zapomenout na Evičku. Hned je donucen úřadovat: žádosti starého učitele o přilepšení na služebném vyhoví, avšak žádost Brka ohledně jeho pohledávky u ševce ani nevyslechne, dává nešťastného písaře zavřít bez okolků do šatlavy. A protože se možná zítra probudí opět jako švec, nechá z knížecí pokladny vyplatit nejen oněch padesát zlatých ševcova dluhu, ale zapisuje mu i další příjmy a výhody.
Poté přichází knížecí nevěsta. Ivan se v nadšeném očekávání nastrojí do fraku s hvězdou. Ve vznešené paní vstupující do místnosti se domnívá poznávat Evičku – je to skutečně ona, princ ji získal pro svůj žert – ta to ale popírá (scéna Evičky a Ivana Nádherná to asi dáma). Ivan se chce dát přesvědčit a žádá, aby mu přivedli zámeckého dceru Evu, aby mohl obě ženy porovnat. Ale Eva si ví rady. V zákoutí převleče jednu z komorných do kněžniných šatů se závojem a sama se vrací ve svém prostém oděvu. Přitom využívá příležitosti a žádá „prince“, aby povolil její sňatek se ševcem Ivanem. Maršálek má sice námitky – švec je vyhlášený rváč a opilec – ale Ivan (s požehnáním hraběte Alterega) dívce vyhoví. Evička se opět ujme úlohy kněžny a společnost četnými přípitky (tercet se sborem První přípit, Alterego a baletní hudba) ukolébá Ivana opět ke spánku.

### 3. dějství
(Prostá dílna ševcova) Ivan sebou hází a ze sna mluví o palácích a komtesách. Marta jej budí: už zase se mu „v opici leč druhu obrovského“ zdálo, že byl princ? Ale dnes Ivan dokonce tvrdí, že princem skutečně byl, ba dokonce že jím ještě je. Do ševcovny přináší maršálek deputát a peníze, které si Ivan ještě jako princ přiřknul. Tím je Ivan ještě více přesvědčen, zato matka zoufá nad jeho zdravím. Její podezření sdílí i lékař, který vidí příčinu Ivanovy choroby v nemírném požívání alkoholu a předepisuje mu místo vína „aqua pura“, čistou vodu. Tu přichází Evička a s notnou dávkou posměchu vysvětluje konečně Ivanovi a jeho matce, jak se věci seběhly (tercet Švandu si z něj utropili). Ivan odbíhá do lékárny pro předepsaný lék. Hned na to se objevuje Brk, aby podle knížecího příkazu vrátil Ivanovu směnku. Za to si žádá Eviččinu hubičku, dostane se mu však políčku a dochází konečně k přesvědčení, že Eva pro něho není vhodná nevěsta (tercet Brka, Evy a Marty Rajská Evo, vyť jste drak!).
(Proměna – Nádherné nádvoří v zámku princově) Princ se prochází sám po nádvoří (árie prince Vítej, libý mi ranní vánku). Eva přivádí neochotného Ivana, aby připomenul princi, že se má přimluvit za jejich sňatek. Pinc jejich rozhovor vyslechne a rozhoduje se poslat Evina otce do výslužby a jmenovat Ivana zámeckým namísto něho. Tak již nebude mít starý zámecký za zetě ševce a tato překážka tedy odpadá. Eva a Ivan si malují své manželské štěstí (duet Ivana a Evy Kéž by nám to pánbůh ráčil… U nás bude láska v domě). Přikvačí i Marta a je svědkyní toho, jak maršálek oznamuje svatbu prince s kněžnou Melanií a současně Ivana, nového kastelána, s Evičkou. Všichni snoubencům blahopřejí, včetně Brka a nakonec i prince. Přítomní se podivují nad „švandami pánů“ a Ivanovým náhlým vzestupem a provolávají slávu princi Miroslavovi (finále Aj, tam zkouší ověnčeni).

## Nahrávky
Nahrávka celého Zakletého prince dosud nebyla pořízena. V archivu Československého rozhlasu se nacházejí jednak nahrávka předehry (1974, Orchestr Národního divadla v Praze řídí Josef Chaloupka), jednak nahrávka árie prince z 3. dějství Vítej, libý mi jarní vánku v podání Theodora Šrubaře z roku 1956. Tu vydal Radioservis, a.s., roku 2015 na CD „Česká romantická opera“ (CR0782-2).